# Nicolaus Obilman
Nicolaus Obilman – malarz czynny we Wrocławiu w latach 1453–1485.
Prawdopodobnie pochodził ze Śląska i terminował u Wilhelma Kalteysa z Akwizgranu. Pierwsze wzmianki o artyście pochodzą z 1453, kiedy to 21 czerwca otrzymał prawa miejskie. Z informacji na temat jego majątku wiadomo, iż był osobą zamożną: w 1462 roku posiadał dom na Nowym Targu; 12 grudnia 1468 zakupił od starszych cechu malarzy i stolarzy dom na ulicy Łaciarskiej, będącego przednio własnością mistrza malarza Pawła Glasera. W dokumentach jest wymieniany jeszcze w 1469 i 1470 roku. W latach 1468 i 1471 piastował urząd starszego cechu. W latach 1459–1474 prowadził własny warsztat, w którym pracowało 9 uczniów.

## Twórczość

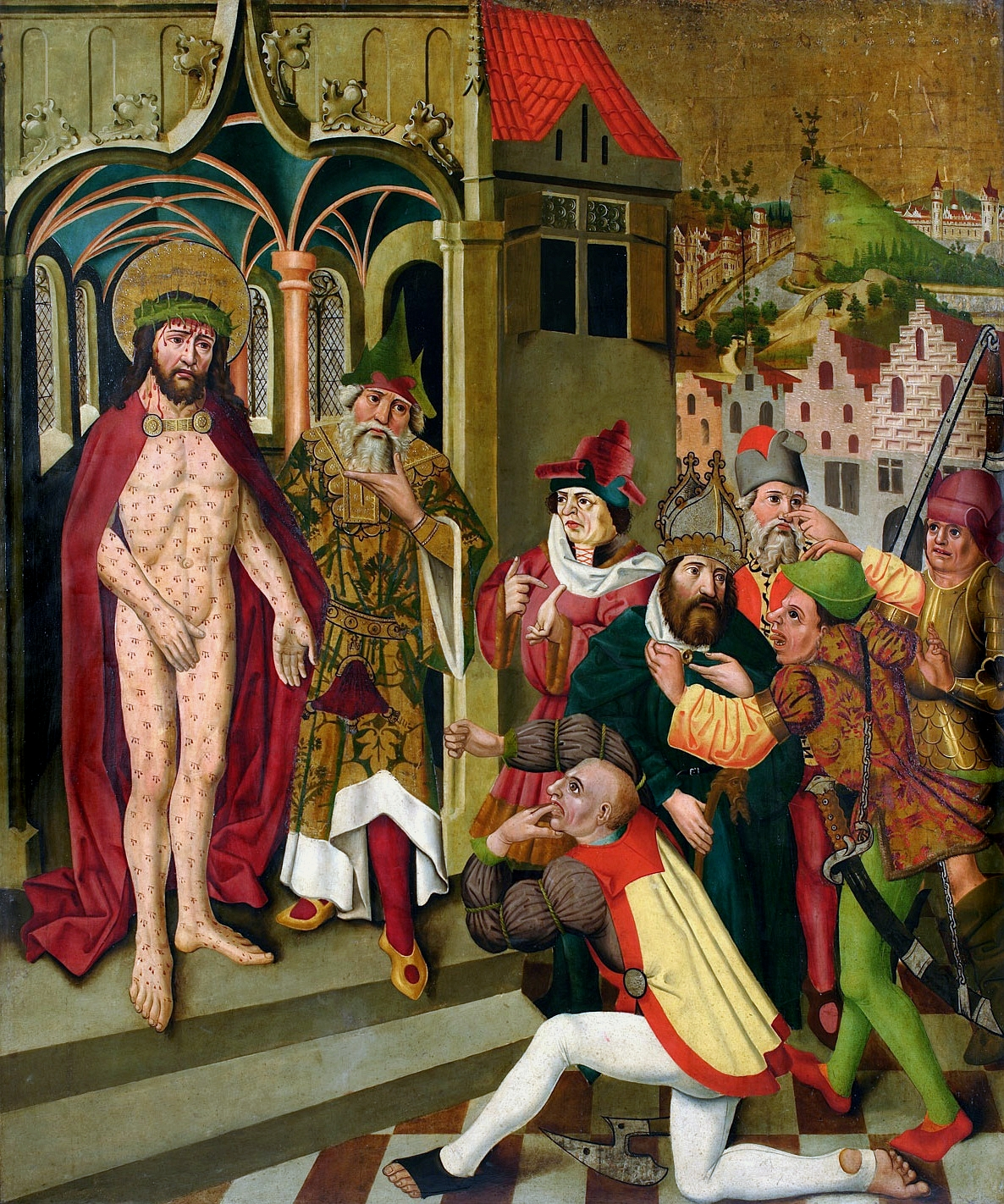
Ecce Home z poliptyku legnickiego

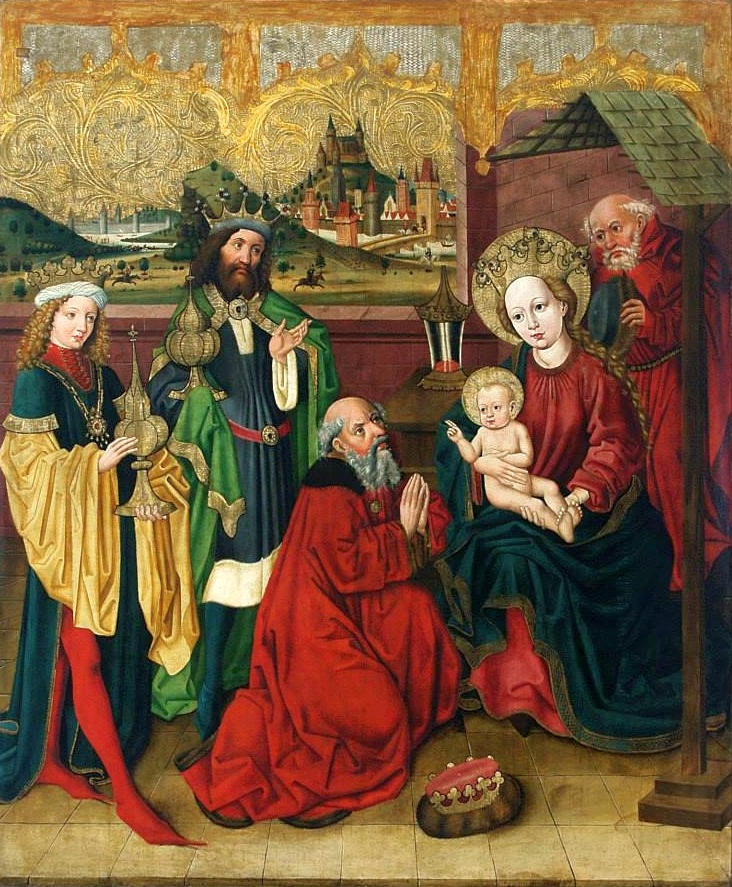
Pokłon Trzech Króli z poliptyku legnickiego

W jego pracach widać wpływy sztuki norymberskiej. Do najważniejszej pracy należy poliptyk, wykonany w 1466 roku do ołtarza głównego z kościoła św. Piotra i Pawła w Legnicy. Ołtarz, sygnowany, składał się z szesnastu scen ewangelicznych ukazanych po osiem na jednym skrzydle i z dużej nastawy ołtarzowej z trzema rzeźbami figuralnymi w części środkowej. W 1756 roku retabulum zostało przeniesione do jednej z naw lub kaplic bocznych. Przed rokiem 1855 ołtarz został rozdzielony. Do kolekcji barona Aleksandra Friedricha Wilhelma von Minutoli z Legnicy trafiły fragmenty nastawy ołtarzowej oraz rzeźby, które umieścił w zbiorach gromadzonych w pałacu w Biedrzychowicach koło Lubania. Po jego śmierci w 1887 roku, rzeźby trafiły do rąk jego córki, hrabiny von Pfeil, a następnie w 1925 roku zostały sprzedane Śląskiemu Muzeum Sztuk Pięknych we Wrocławiu. W 1876 roku muzeum nabyło również obrazy z poliptyku. Po wojnie, w 1946 roku, ołtarz wywieziono do Muzeum Narodowego w Warszawie.
- Ołtarz z kościoła św. Piotra i Pawła w Legnicy (Poliptyk legnicki) – 1466, poliptyk, tempera na drewnie sosnowym i jodłowym[4][5]
  - Adoracja Dzieciątka - 182 x 152 cm, Muzeum Narodowe w Warszawie, Warszawa
  - Chrystus i Samarytanka
  - Chrystus w Ogrójcu
  - Ecce Homo
  - Hołd Trzech Króli
  - Kuszenie Chrystusa
  - Męczeństwo św. Fabiana i św. Sebastiana
  - Sąd Ostateczny
  - Święci Wawrzyniec, Wincenty z Saragossy, Jan Chrzciciel
  - Święci Zygmunt, Mikołaj i Szczepan
  - Święte Barbara, Katarzyna Aleksandryjska, Dorota
  - Święte Jadwiga Śląska, Elżbieta Węgierska, Maria Magdalena
  - Ukrzyżowanie
  - Zaśnięcie Matki Boskiej
  - Zmartwychwstanie
  - Zwiastowanie
  - Madonna z Dzieciątkiem - 205×68 cm. rzeźba, część środkowa, eksponowana w Muzeum Narodowe we Wrocławiu, Wrocław[6]
  - Św. Paweł - 190×42 cm, rzeźba, część środkowa, eksponowana w Muzeum Narodowe we Wrocławiu, Wrocław
  - Św. Piotr - 190×42 cm, rzeźba, część środkowa, eksponowana w Muzeum Narodowe we Wrocławiu, Wrocław

Pozostałe prace:
- Ołtarz Złotników - wykonany dla kościoła św. Marii Magdaleny we Wrocławiu, 1473, Muzeum Narodowe we Wrocławiu;
- Ołtarz z kościoła Bożego Ciała - ok. 1475 fragmenty ołtarza znajdują się w Muzeum Archidiecezjalnym we Wrocławiu
- Ołtarz Matki Boskiej Cielesnej - z kościoła św. Elżbiety, ok. 1480, Muzeum Narodowe w Warszawie (od 1946);
- Figura św. Jadwigi - figurka wykonana dla cysterek trzebnickich, ok. 1460;
- malowidła ścienne w zakrystii kościoła Dominikanów, 1476